# 公子郢
公子郢（？—？），姬姓，名郢，字子南，衛灵公的幼子。太子蒯聩因想要谋杀衛灵公的宠姬南子，计划失败，出奔外国。前493年春，衛灵公表示要立公子郢为嗣，公子郢坚辞。同年夏天，衛灵公去世，南子要立公子郢，公子郢没有接受，而是拥立太子蒯聩的儿子公孙辄为国君，是为卫出公。公子郢的后代以子南为氏，他的后代子南劲被魏惠王立为卫君，即卫平侯。